# Open House Brno
Open House Brno je součástí mezinárodní sítě každoročních festivalů městské architektury Open House Worldwide. Během jednoho víkendu se volně a zdarma otevírají široké veřejnosti běžně nepřístupné budovy a objekty v druhém největším městě České republiky. Poprvé se tak oficiálně stalo 14. dubna 2018. Akci připravuje rozsáhlý tým neplacených dobrovolníků.
Dalšími akcemi ze stejné sítě jsou například Open House London, Open House Chicago, nebo Open House Praha. Festival Open House založila v roce 1992 v Londýně architektka Victoria Thornton, která se 2. ročníku brněnské akce v dubnu 2019 osobně zúčastnila. V roce 2001 byl založen Open House New York, v návaznosti na útoky na World trade center. Zakladatelé chtěli dokázat, že město se ani neuzavře, naopak otevře se všem a to i v místech která běžně přístupná nejsou. Pomalu pak vznikaly další Open House festivaly, až v roce 2010 Victoria Thornton založila sít Open House Worldwide, aby jednotlivé festivaly byly propojeny, sdílely zkušenosti a společně představovali města. Administrace sítě se ujala nezisková společnost organizace Open City Následovaly již více než čtyři desítky dalších měst. V roce 2020 odstoupila zakladatelka z vedení organizace. Obratem však Open House po celém světě zasáhla omezení související s covid19. Reakcí bylo společné uspořádání online festivalu Open House Worldwide.
Pořadatelem Open House Brno je Spolek Kultura & Management, do roku 2020 byla spolupořadatelem městská příspěvková organizace TIC Brno.

## Historie

### 1. ročník – 14. dubna 2018
24 zapojených budov, 51 dobrovolníků, 8181 návštěv, 120 otvíracích hodin
Open House Brno 2018 přálo dobré počasí, jednodenní formát byl zvolen i s ohledem na probíhající jednání s Open House Worldwide. Více než pět desítek dobrovolníků se sešlo v pátek 13. dubna 2018 v co-workingovém centru Impact Hub. Pomohli doladit detaily akce, i s nasazením sami provázeli. Na dalších místech prováděli architekti, žáci škol, sládci, zahradníci, designéři či lékaři. Bez dobrovolníků by se Open House Brno neobešel. První vlaštovka festivalu získala důvěru zúčastněných institucí, nebály se otevřít své dveře i pro další rok a inspirovaly i další organizace.
Celkově bylo osloveno více než 65 lokací, ze kterých bylo finálně otevřeno 24. Zájem projevilo více než 51 dobrovolníků, kteří měli možnost provázet aktivně a o otevřených místech načíst předem zajímavé informace a tyto dále předávat, nebo se starat o bezpečnost a orientaci jednotlivých návštěvníků. Na sociální síti facebook byla založena událost Open House Brno 2018 (ohlasem více než 7 500 zájemců). Pod vedením Veroniky Moserové a Terezy Kalábové probíhalo zveřejňování  lokací jak na facebooku, tak na webových stránkách Open House Brno 2018, hostujících na webu GoToBrno.cz. Pro lokace s nutnou registrací byl otevřen registrační systém, který však těsně po otevření zájemcům pod jejich náporem zkolaboval. Realizována byla také terénní posterová kampaň a byla vyvěšena plachta na Bílém domě.
Logotypem grafičky Barbory Zemčík byl bílý název akce na černém pozadí čtvercového tvaru. Jednotícím vizuálním prvkem dobrovolníků se stalo černé oblečení, cylindry a placka „dobrovolník OHB“. Byla připravena festivalová brožura shrnující lokace. Pro jednotlivá místa byly připraveny lokační cedule s logem festivalu upozorňující na jednotlivá místa a roll-up postery pro lokace s vysokým počtem očekávaných návštěvníků.
| - Alfa pasáž - Biskupské gymnázium Brno - CEITEC MU - Courtyard by Marriott Brno - Distillery – Social Reactor - Divadlo Barka - Divadlo na Orlí - Domeq, bydlení pro studenty a mladé profesionály - FabLab Brno & Experience - Global IT Center, HeidelbergCement Group - Hasičská stanice Brno – Lidická - Impact Hub Brno | - Kolektory - Technické sítě Brno - Městské lázně v Zábrdovicích - Mezinárodní centrum klinického výzkumu Fakultní nemocnice u sv. Anny v Brně - Moravia pivovar - Mosilana Hub - Notino s.r.o. - Sokol Brno I - Spielberk Office Centre - Tyršův sad - Veřejná zeleň Brno - Veletrhy Brno a.s. – administrativní budova - Veletrhy Brno a.s. – věž budovy G |

### 2. ročník – 13. a 14. dubna 2019
70 zapojených budov a objektů, 100 dobrovolníků
Ve čtvrtek 12. dubna přijela do Brna zakladatelka sítě Open House Victoria Thornton. Během dalších třech dní se uskutečnil druhý ročník festivalu, kdy otevřelo své dveře 70 míst. Novinkou byly procházky s tématem brněnských soch a hudebních příběhů, program pro děti i procházky připravené přímo pro anglicky mluvící zájemce. Třemi ambasadory byli rektorka Mendelovy univerzity v Brně prof. Ing. Danuše Nerudová, Ph.D., malíř a pedagog prof. MgA. Petr Kvíčala a Ing. arch. Ondřej Chybík MAS ETH, nositel Grand Prix Obce architektů a spoluzakladatel atelieru CHYBIK + KRISTOF.
Program zahrnoval 505 otvíracích hodin, 35 míst se otevřelo s registrací, celková kapacita byla 5 970 návštěvníků. Dalších cca 15 tisíc návštěv se obešlo bez registrace. Organizační tým se rozrostl na 85 dobrovolníků a 16 fotografů.
| - Alfa pasáž - Anatomický ústav Lékařské fakulty MU - Arboretum Brno - Areal Slatina – Green Building - Arnoldova vila - Atlas Copco Services s.r.o. - Avast Software - AZ Tower - Bike Kitchen Brno - Biskupské gymnázium Brno - Brněnské komunikace a.s. - Brněnské vodárny a kanalizace a.s. - CEITEC MU - Continental hotel - Courtyard by Marriott Brno - Český rozhlas Brno - Distillery – Social Reactor - Divadlo Barka - Divadlo na Orlí - Dolečovací a rehabil. oddělení Fakultní nemocnice u sv. Anny v Brně - Domeq, bydlení pro studenty a mladé profesionály - Dopravní podnik města Brna, a.s. - Dům pánů z Lipé – interiér - Dům pánů z Lipé – komentovaná prohlídka - Eleven club - FabLab Brno & Experience - Filharmonie Brno – interiér - Filharmonie Brno – střecha - Global IT Center, HeidelbergCement Group - Grandhotel Brno - Hasičská stanice Brno – Lidická - Hráz vodní nádrže Brno - CHYBIK + KRISTOF - Impact Hub Brno - Kaiserova vila - Kentico software | - Kubova vila - Lesná: Verneovské ocelové město, či pohádkové město v hradbách? - Lidské mraveniště – Leonardo potkal Eiffela - Lidské mraveniště – Architekt Krychlička staví dům, pyramidu, chrám i město - Lužánkami s císařem Josefem II. - Lyceum – Social Reactor - MADFINGER Games - Mendelovo muzeum Masarykovy univerzity - Městské lázně v Zábrdovicích - Mezinárodní centrum klinického výzkumu FN u sv. Anny v Brně - Mosilana Hub - Národní divadlo Brno – Janáčkovo divadlo - Notino s.r.o. - Nová Zbrojovka – hala č. 84 - Nová Zbrojovka – historická správní budova - Park Špilberk – Severní zahrady - Petr Hauskrecht – Parní pivovar - Pivovar Starobrno - Provozně ekonomická fakulta MENDELU - Rakouský honorární konzulát - SAKO Brno, a.s. – sběrné středisko odpadu - SAKO Brno, a.s. – zařízení na energetické využívání odpadu (spalovna) - SAP Labs Czech Republic - Sochy mezi domy - Sokol Brno I - Spielberk Office Centre - Šelepka hraje už 50 let! - The Funtasy - Ústav nábytku, designu a bydlení, LDF MENDELU - Ústavní soud ČR - Veletrhy Brno a.s. – administrativní budova - Veletrhy Brno a.s. – věž budovy G - Wiesnerův dřevodomek - Zámeček Hybeška |

### 3. ročník – 25. a 26. dubna 2020 – online
Celosvětový projekt Open House narazil na jaře 2020 na koronavirovou krizi. Pouze Open House San Diego se stihl uskutečnit první březnový týden podle plánu. Následně Slovinsko a Athény své termíny konání festivalu posouvají na podzim, další města, jako např. Basilej či Vídeň, své festivaly zrušili pro tento rok úplně. Tým Open House Brno 22. 3. 2020 připravil natáčení třech desítek lokací a přenesení prohlídek na internet v původním víkendovém termínu 25.–26. dubna. Organizátoři a dobrovolníci šest videí přímo streamovali, další dvě desítky lokací představily Brno z neznámých pohledů. Více než dvacet tisíc zhlédnutí multimediální události bylo inspirací pro celou síť Open House Worldwide. Kombinovány byly kromě streamů i předtočené vstupy, hraná videa i 3D a panoramatické výhledy. Obrazový materiál si mohou na facebooku Open House Brno dobrovolníci prohlížet jako inspiraci pro další roky. Největší pozornost vzbudila Parková dráha Olympia, kterou si během týdne rozkliklo více než 2,5 tisíce diváků, dalšími taháky byl např. Bochnerův palác či Nová Zbrojovka. Celkově se virtuálně zpřístupnilo 27 lokalit.
| - Alfa pasáž - Arnoldova vila - AZ Tower - panorama - Berglův palác (Muzejka)– Rakouský institut - Bochnerův palác - CEITEC MU - Design ATAK - Domeq, bydlení pro studenty a mladé profesionály - Filharmonie Brno - Filozofická fakulta MU - Fakultní nemocnice u sv. Anny v Brně, Heliport - panorama - Fakultní nemocnice u sv. Anny v Brně, Kaple sv. Anny - Fakultní nemocnice u sv. Anny v Brně, Mezinárodní centrum klinického výzkumu - Hotel Continental - panorama | - Lidské mraveniště - Mendelovo muzeum Masarykovy univerzity - Národní divadlo Brno – Elektrárna - Nová Zbrojovka ZET office a – historická správní budova - Petr Hauskrecht – Parní pivovar - SAKO Brno, 3D prohlídka - Modelová železnice dráha SMPD u Olympie - Teplárny Brno, 3D prohlídka - Veletrhy Brno a.s. – věž budovy G - Veletrhy Brno a.s. – Bauerův zámeček - Veletrhy Brno a.s. – Divadlo arch. Králíka - Vila Stiassni - přednášková budova |

### Podruhé plánovaný 3. ročník – 10. a 11. října 2020 – online
Dne 4. října 2020 byl stejně jako na jaře vyhlášen nouzový stav a omezeny kulturní akce. Festival tak byl znovu přesunut do online prostředí. Během týden vzniklo více než dvacet nových videí a celkově fanoušci mohli zhlédnout více než 40 virtuálních prohlídek, které byla umístěny na webu www.openhousebrno.cz, facebooku a instagramu. Sledovanost videí se jen během víkendu vyšplhala na facebooku akce na více než 16 tisíc. V průběhu víkendu se také uskutečnil speciální program pro nové i stávající dobrovolníky, bez kterých by se nemohl uskutečnit žádný ročník festivalu. Na 80 dobrovolníků osobně po malých skupinkách prošlo desítku tematických procházek, které tak otestovali pro další ročníky festivalu.
| - Lokace natočené na podzim 2020 - Byt manželů Herdanových - DADA Distrikt - Depo Business Parking - Fakultní nemocnice u sv. Anny v Brně, Krevní banka - Grand Prix - vyhlídková kavárna, Kohoutovice - Hala denního ošetření ve vozovně Pisárky, Dopravní podnik města Brna - Continental hotel - prohlídka - Hotel Courtyard by Marriott Brno - Industra - klip - Konzervatoř Brno, nový sál - Kostel blahoslavené Marie Restituty - Kubova vila - Lyceum Social Reactor - Nová Mosilana - Tesařova vila - Tyršova základní škola - Ústav nábytku, designu a bydlení, Lesnická a dřevařská fakulta Mendelovy univerzity v Brně - Zámeček Hybešova - ZŠ Experimentální, Vejrostova, Bystrc | Lokace natočené na jaře 2020 - Alfa pasáž - Arnoldova vila - AZ Tower - panorama - Berglův palác (Muzejka)– Rakouský institut - Bochnerův palác - CEITEC MU - Filharmonie Brno - Filozofická fakulta MU - Fakultní nemocnice u sv. Anny v Brně, Heliport - panorama - Fakultní nemocnice u sv. Anny v Brně, Kaple sv. Anny - Fakultní nemocnice u sv. Anny v Brně, Mezinárodní centrum klinického výzkumu - Continental hotel - panorama - Domeq, bydlení pro studenty a mladé profesionály - Filharmonie Brno - Lidské mraveniště - Mendelovo muzeum Masarykovy univerzity - Národní divadlo Brno – Elektrárna - Nová Zbrojovka ZET office a – historická správní budova - Petr Hauskrecht – Parní pivovar - SAKO Brno, 3D prohlídka - Modelová železnice dráha SMPD u Olympie - Teplárny Brno, 3D prohlídka - Veletrhy Brno a.s. – věž budovy G - Veletrhy Brno a.s. – Bauerův zámeček arch. Adolf Loos - Veletrhy Brno a.s. – Divadlo arch. Emil Králík - Vila Stiassni - přednášková budova |

### Open House Worldwide – 14. a 15. listopadu 2020
První světový Open House online festival zastřešila mezinárodní organizace Open House Worldwide. Více než čtyři desítky měst vytvořily desítky virtuálních prohlídek, procházek, diskuzních setkání a dobrovolnických zkušeností. Bez poplatku stejně jako na Open House Brno, byly představeny architektonické skvosty ze všech koutů světa. Open House Brno se od dubna 2020 podílel na přípravě akce, sdílel technické zkušenosti z natáčení klipů a podílel se na formování obsahu. Brno dedikovalo hodinu programu sedmi duchovních staveb, krom vlastních, také budovám z Londýna, Dublinu, New Yorku, Melbourne a Brisbane. Celkově brněnský tým představil šest virtuálních prohlídek budov z dílny brněnských tvůrců a 36 lokací v záběrech krátkého představení Brna, jako města podílejícího se na konceptu Open House.
Open House Worldwide zhlédlo přím prostřednictvím platformy YouTube během 48 hodin živého přenosu 28303 diváků, další diváci navštívily stránky festivalu, kterými prošlo více než čtyři desítky tisíc zájemců a odkazované brněnské příspěvky získaly několik tisíc zhlédnutí.
| Lokace představené na Open House Worldwide 2020 - CEITEC MU - DADA Distrikt - Hotel Courtyard by Marriott Brno - Kostel blahoslavené Marie Restituty - Synagoga na Skořepce - ZŠ Experimentální, Vejrostova, Bystrc | Lokace představené v "městském" klipu Open House Brno, v časovém pořadí - 0:05 Katedrála svatých Petra a Pavla - 0.10 Spielberg Office Park, Hotel Courtyard by Marriott a Atlas Copco - 0:14 Vila Tugendhat (UNESCO dědictví, Mies van der Rohe) - 0:18 Park vily Stiassni a Masarykova čtvrť s funkcionalistickými vilami (Tesařova vila, Bohuslav Fuchs) - 0:22 Kohoutovický vodojem - 0:25 Hvězdárna Brno (s velkými díky za sdílení řady úžasných záběrů, pro video) - 0:28 Veletrhy Brno, pavilon Z (Zdeněk Denk, Ferdinand Lederer, Zdeněk Alexa) - 0:36 Masarykova Univerzita, foyer Auly Lékařské fakulty - 0:38 Ústavní loud, Moravský zemský sněm (díky za záběry Olivera Staši) - 0:42 Dětská nemocnice (Bedřich Rozehnal) - 0:44 Laboratoře Středoevropského technologického institutu CEITEC - 0:50 CEITEC z venku a centrální atrium zevnitř - 1:06 schodiště hotel Courtyard by Marriott, arch. Michaela Nováková - 1:10 Continental hotel, "Bruselská" kavárna a recepce - 1:14 Hotel Continental výhledy na centrum Brna a Špilberk - 1:20 Pivovar Petr Hauskrecht sídlící "Na Porážce" - 1:24 Šalinou centrem města až ke svatému Jakubu (tramvají...i když su z Brna) - 1:27 Společnost moravských parkových drah, vláčky Olympia - 1:30 Bar "který neexistuje" - 1:33 Vodojemy na Žlutém kopci - 1:37 Stranska skala, setkání u ohně, tradičně v polovici Open House Brno - 1:45 Konzervatoř Brno, zahrál ředitel Pavel Maňásek - 1:55 Kostel blahoslavené Marie Restituty otec Pavel Hověz (arch. Marek Štěpán) - 2:02 Strop zdobící Kostel blahoslavené Marie Restituty otisk prstu, "dotek Boha" - 2:05 Duhová galerie kostela - 2:08 Rotunda a věž z dronu (díky za řadu krásných záběrů Petr Forejtek a Radek Lunda) - 2:10 Lávka k rotundě - 2:16 Zbrojovka, věž historické správní budovy - 2:25 DADA Distrikt, střešní zahrada (Bohumír František Antonín Čermák) - 2:35 Industriální haly Zbrojovky a protiatomový kryt (již bohužel zbořen) - 2:38 Veletrhy Brno pavilon A - 2:43 Heliport Fakultní nemocnice u sv. Anny v Brně, (s poděkováním Honzovi Urbancovi) - 2:49 palace Morava, Malinovského náměstí (Ernst Wiesner) - 2:50 Lesna, sídliště architektů Rudiše a Zounka - 2:54 Svitavská mimoúrovňová křižovatka - 2:58 Špilas a ranní mlhy and Svratkou |

### 4. ročník – 29. a 30. května 2021 – hybridní festival v budovách i online
Rozvolnění epidemiologických pravidel 24.5. umožnilo otevření cca 40 připravených lokací festivalu. Další desítky lokací kritické infrastruktury, univerzit a dalších zůstalo uzavřeno, dostupné však byly opět online prohlídky. Během víkendu prošlo budovami 17 200 návštěvníků, 80 online videoprohlídek zaznamenalo 10 tisíc víkendových zhlédnutí. 25 míst tak bylo otevřeno současně s vysílanou videoprohlídkou. Zpřístupněno tak bylo na 95 různých míst současně.
„Nejrychleji byla vyčerpána rezervační kapacita prvorepublikového bytu Richarda Herdana v ulici Hlinky. Arnoldovou a další vily v Černých Polích navštívilo více než dva tisíce návštěvníků. A na osm stovek lidí zavítalo na bývalou vyhlídkovou kavárnu v Kohoutovicích,“ uvedla kreativní ředitelka festivalu Lucie Pešl Šilerová ze spolku Kultura & Management.
Fronta zájemců stála i před bývalou elektrárnou brněnského Mahenova divadla ve Vlhké ulici, kterou navrhl samotný Thomas Alva Edison. Novinkou byla rekonstruovaná výšková budova Šumavská Tower v Žabovřeskách, dřívější ředitelství firmy Chepos, s výhledem z posledního 18. patra v 66 metrech. „Některá místa byla na rezervaci předem, ale místa těch, kteří nestihli dorazit, jsme operativně zaplňovali dalšími zájemci,“ popsal jeden z organizátorů Milan Vrbík.
| Lokace natočené pro Open House Brno 2021 - Anatomické muzeum prof. Karla Žlábka, Lékařská fakulta Masarykova univerzita - audioprohlídka - Areál Masná, Brněnske kumunikace Brno - městská jatka (Q37018948) - Atlas Copco - Biskupské gymnázium Brno - CEITEC MU - CEITEC VUT - Czechitas house CTP (firma) - Český hydrometeorologický ústav Brno, Kroftova - Filozofická fakulta MU - Fakultní nemocnice u sv. Anny v Brně, Hansenova budova a Klauzura - Fara a děkanství Kostel svatého Jakuba Staršího (Brno) - Fakultní nemocnice Brno - Grandhotel - Hotel Barceló Brno Palace - Hudební fakulta Janáčkovy akademie múzických umění - Chrámové varhany, Kostel Nejsvětější Trojice audioprohlídka - Impact Hub - Hvězdárna a planetárium Brno audioprohlídka - Kancelářský komplex Šumavská - Kentico software, Titanium komplex - Kleinův palác - Kounicovy koleje audioprohlídka - Kumst, kreativní hub - Kyzlink architects, Babák office - Modelová železnice, Parková dráha Brno, SMPD - Mosilana - Novobranská Dopravní podnik města Brna - Park Řečkovice – audioprohlídka architekta parku Zdeňka Sendlera - Ponávka areál CTP (firma) video a audioprohlídka - SAP Labs - Sochy Rektorátu Masarykova univerzita - Sochy Kampusu Masarykova univerzita - Radio R Masarykova univerzita - Spielberk areál CTP (firma) video a audioprohlídka - Ústřední autobusové nádraží Zvonařka - Vila Tugendhat Poezie života ve funkcionalismu diskuze - Veletrhy Brno a.s. – audioprohlídka areálem - Vlněna areál CTP (firma) video a audioprohlídka - Židenická smuteční síň - a dále vysíláno více než 40 prohlídek natočených v roce 2020 | Lokace otevřené pro návštěvníky na jaře 2021 - Amoeba, Technologický Park Brno - Arnoldova vila - Bochnerův palác - podcastová procházka areálem Vlněna - Botanická zahrada a arboretum Mendelovy univerzity v Brně - Byt manželů Herdanových - CEITEC VUT - Clubco CTP (firma) - Depo Business Parking, - Domeq, bydlení pro studenty a mladé profesionály - Dřevodomek Samuela Berana, arch. Ernsta Wiesnera - FabLab experience - Giskrova vila - Grand Prix, Vyhlídková kavárna Kohoutovice - Hotel Continental (Brno) - Hvězdárna a planetárium Brno - Kaple sv. Anny, Fakultní nemocnice u sv. Anny v Brně, - Kancelářský komplex Šumavská - Komunitní centrum pro válečné veterány Brno - Kounicovy koleje audioprohlídka + komentované prohlídky exteriéru - Krevní banka, Fakultní nemocnice u sv. Anny v Brně, - Kumst, kretivní hub - Lesná (Brno), komentovaná procházka sídlištěm - Lidské mraveniště - 2 workshopy: "21 slonů a visutý most" a "Robinsonem z Mendláku" - Masarykova čtvrť procházka po funkcionalistických vilách - Mezinárodní centrum klinického výzkumu, Fakultní nemocnice u sv. Anny v Brně - Modelová železnice dráha SMPD u Olympie - workshop posunování modelových vozidel pro malé, velké i největší děti - Národní divadlo Brno – Elektrárna - Palác Jalta - Rakouský honorární konzulát - Park Řečkovice – audioprohlídka architekta parku Zdeňka Sendlera - Park vnitroblok Poříčí-Křídlovická-Zahradnická - Ponávka areál CTP (firma) – audioprohlídka areálem - Spielberk areál CTP (firma) – audioprohlídka areálem - Ústřední autobusové nádraží Zvonařka - Varhany pro Královo pole, – audioprohlídka Kostel Nejsvětější Trojice (Brno) - Vila Löw-Beer (Brno-Černá Pole) dětské workshopy a prohlídka technického zázemí vily - Vlněna areál CTP (firma) – audioprohlídka areálem - Veletrhy Brno a.s. – audioprohlídka areálem - Vodama industriálníma Brnama - Nová Zbrojovka ZET office a – historická správní budova - Židovský hřbitov v Brně |

### Open House Worldwide: Housing and People – 9. dubna 2022 – online
"Lidé a bydlení" byly druhým celosvětovým festivalem Open House online, který zastřešila mezinárodní organizace Open House Worldwide. Ta zastřešuje pět desítek metropolí z celého světa, které připravily desítky virtuálních prohlídek a 12 hodin přímého přenosu. Na platformě YouTube představil Open House Brno v jedenácté hodině spolu s Open House New York Tesařovu vilu a Tenement museum. Tématem hodiny byl Funkcionalismus v příbězích rodin, newyorský Baldizzi apartment a brněnská Tesařova vila. Tematicky Open House přenesl diváky do třicátých let 20. století. Domy v Brně i New Yorku vyprávějí příběhy několika generací. Baldizzi Apartment znovu ukázal ve 360st prohlídce domov rodiny italských přistěhovalců z třicátých let dvacátého století, kteří v něm prožili Velkou hospodářskou krizi. Pro funkcionalismus té doby neobvykle ladně a značně luxusněji působí Tesařova vila v Brně, kterou kamera prošla v přímém přenosu. Navržena Bohuslavem Fuchsem a postavena v roce 1937 s velkými terasami a třemi rodinnými byty. Stavbu si objednala rodina Tesařových a zůstala v rodině po tři generace, až do dnes. Hodinou provedli Michal Kolář, historik architektury, z Kulturního centrum Josefa Arnolda, Kathryn Lloyd, programová vedoucí Tenement Musea a Martin a Lucie Pešlovi, hodinu moderovala Rowan Wu, Open House New York.
| Lokace představená na OHWW 2022 - Tesařova vila |

### 5. ročník – 28. května – 5. června 2022
Do rekordních 85 obvykle nedostupných míst zamířilo o víkendu 22 tisíc zájemců o architekturu, historii a veřejný prostor. Dohromady byly lokace otevřené 669 hodin a nejrychleji si lidé rozebrali volné vstupenky na prohlídku nově otevřeného Hotelu Avion na České ulici. Lístky zmizely za pouhých 52 sekund. Tak je možné v číslech popsat pátý ročník festivalu Open House Brno. Pro zájemce organizátoři propojili dvě ikonické brněnské zahrady - u vily Löw Beer a vily Tugendhat. "Návštěvníci se volně procházeli prostorem, v trávě pozorovali západ slunce i postupně se probouzející noční život ve městě. Poslouchali při tom výklad průvodců a koncertu mužského vokálního kvarteta QVOX ve vile Löw Beer. Celý prostor díky lidem kouzelně ožil a lidé si ho užili v úplně novém kontextu," popisuje své dojmy Pešl Šilerová.

## Dobrovolníci na Open House Brno
Základ festivalu jsou lidé, návštěvníci a zejména dobrovolníci. Každý dobrovolník se na jeden den může stát průvodcem, fotografem, či uvaděčem a ukázat veřejnosti své oblíbené místo, nebo lokalitu do kterého se právě "zamiloval". Během víkendu, kdy se Open House Brno koná, dobrovolník obstarává "své" místo, případně může vypomoci na více z nich.
Rostoucí knihovna Open House Brno Info poskytuje podkladové materiály pro průvodce i návody pro uvádějící dobrovolníky, na co dát pozor. V knihovně se scházejí fotografie a videa, která jsou jinak pro veřejnost dostupná na Youtube kanálu Open House Brno. Festival se během čtyř letech výrazně rozrostl, od původní pětice se skupina dobrovolníků rozrostla ke třem stovkám. Tvoří komunitu, bez které by se festival neobešel. V rámci této skupinky fungují tzv. dobrovolnické čtvrtky - prohlídky lokací Open House Brno pro dobrovolníky, aby měli možnost se podívat i na jiná místa která byla veřejnosti přístupná v době, kdy organizačně vypomáhali v jedné konkrétní lokaci. Průběžně jsou připravovány procházky, při kterých si organizátoři a majitelé zpřístupněných budov nanečisto dopředu "zkouší" trasy, pilují detaily. Pro online programy dobrovolníci natáčeli, připravovali titulky a sami představovali jednotlivé budovy.

## Doplňkový program
Mimo festivalový víkend jsou prezentovány partnerské prohlídky ve spoluprací s městy sítě Open House.
24. dubna 2021 „Poezie života ve funkcionalismu“ – živá diskuse ve spolupráci Esther Baur (Open House Basel) a Martin Pešl (Open House Brno)
Vilu Tugendhat představila její ředitelka arch. Iveta Černá, Lemke House v Berlíně přiblížil prof. Carsten Krohn. V hodinovém online programu byly představeny krátké video prohlídky a diskutována jak typická témata funkcionalizmu, tak využité materiály obou staveb, závěr obstarala diskuze o udržitelném bydlení, které pro třicátá léta 20. století není typickým tématem. Živá diskuze měla několik desítek diváků na přímém Zoom vysílání s možností klást otázky a na YouTube kanálech obou organizátorů.
22. října 2021 „Inspirace z Open House festivalu s Adélou Elbel“ – živá diskuse festivalu Ekofilm , ve spolupráci s Fandament archtiects, Libor Hrda a Pavel Lazarov, představili projekt DEPO Business Parking a Martin Pešl za Open House Brno představil projekt DADA distrikt . Moderátorka Adéla Elbel na Ekofilmu zjišťovala, které zelené budovy v Brně festival prezentuje a jaké udržitelné přístupy se v architektonické praxi nabízejí. V sobotu 23. října byly oba projekty zpřístupněny během čtyř prohlídek.

## Města sítě Open House
Sít měst se v roce 2020 rozrostla o festival Open House Taipei a Palma de Mallorca, oficiálně se zapojil už dříve se účastnící Soul. Některá města festival v roce 2020 nerealizovala vůbec, jiná přistoupila k online formě či přesunula festival na rok 2021. Pět měst nepokračuje dále v síti Open House z různých důvodů, jmenovitě Cork, Jeruzalém, Limerick, Macao a Tel Aviv. Seznam níže uvádí města k 16. prosinci 2020
| Open House festivaly stav k 12/2020 Africa (1) - Lagos Asia (3) - Osaka - Soul - Taipei Australia (3) - Brisbane - Melbourne - Perth North America (6) - Atlanta - Chicago - Mexico City - Monterrey - New York - San Diego South America (3) - Buenos Aires - Santiago - Rosario | Open House festivaly v Evropě (28) k 12/2020 - Athény - Barcelona - Basilej - Bilbao - Brno - Dublin - Gdaňsk - Gdyně - Helsinki - Lisabon - Londýn - Madrid - Milano - Neapol - Oslo - Palma - Porto - Praha - Řím - Slovinsko - Stockholm - Tallinn - Soluň - Thessaloniki - Turín - Valencie - Vilnius - Vídeň - Zurich |